# Baudile de Nîmes
Pour les articles homonymes, voir Baudile.
Baudile ou Baudille, Bauzile, Bauzille, Bauzély, Baudelle, Baudel, ou encore Baudilio, Baudelio, Boal, Bol en espagnol, Baldiri ou Boi en catalan, est un saint chrétien, martyr à Nîmes au IIIe siècle. Il est fêté le 20 mai.

## Tradition et culte

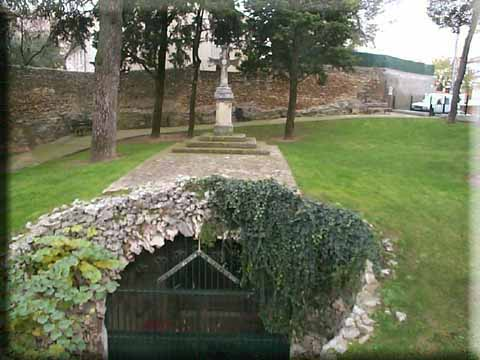
La crypte du saint Baudille à Nîmes marque le lieu où Baudille aurait été décapité.

D'après la légende, il est originaire d'Orléans ; il décide avec son épouse d'évangéliser la région de Nîmes. Il interrompt un sacrifice païen, les fidèles païens l'abattent et le décapitent à la hache. Toujours d'après la légende, sa tête rebondit trois fois au sol. À chaque point de chute, une source surgit. Au-dessus de ces sources est érigée une chapelle, l'oratoire des Trois-Fontaines. La dépouille de Baudille est transportée par son épouse à un lieu appelé la Valsainte, et y est enterrée. Sa sépulture devient rapidement un lieu de pèlerinage. Une église est construite au IVe siècle et un monastère qui a existé jusqu'au XVIe siècle.
Son culte se répand alors très loin de Nîmes : de nombreuses localités portent son nom et plus de 400 édifices religieux lui sont consacrés, en France et en Espagne notamment, ainsi que le cimetière Saint-Baudile de Nîmes.
Certaines de ses reliques auraient été rapportées à Paris, où l'église saint Geneviève conserve une partie de son crâne, à Orléans par l'évêque de saint Aignan et en Bourgogne.
La fête de saint Baudile a lieu le 20 mai.
Souvent, on rencontre la formulation au féminin en raison du « e » final comme pour Ste Irénée, primat des Gaules.

## Étymologie
Baudile est un nom germanique formé à partir de bald, « hardi, audacieux », et du suffixe diminutif -ille.

## Sites nommés d'après saint Baudile en France

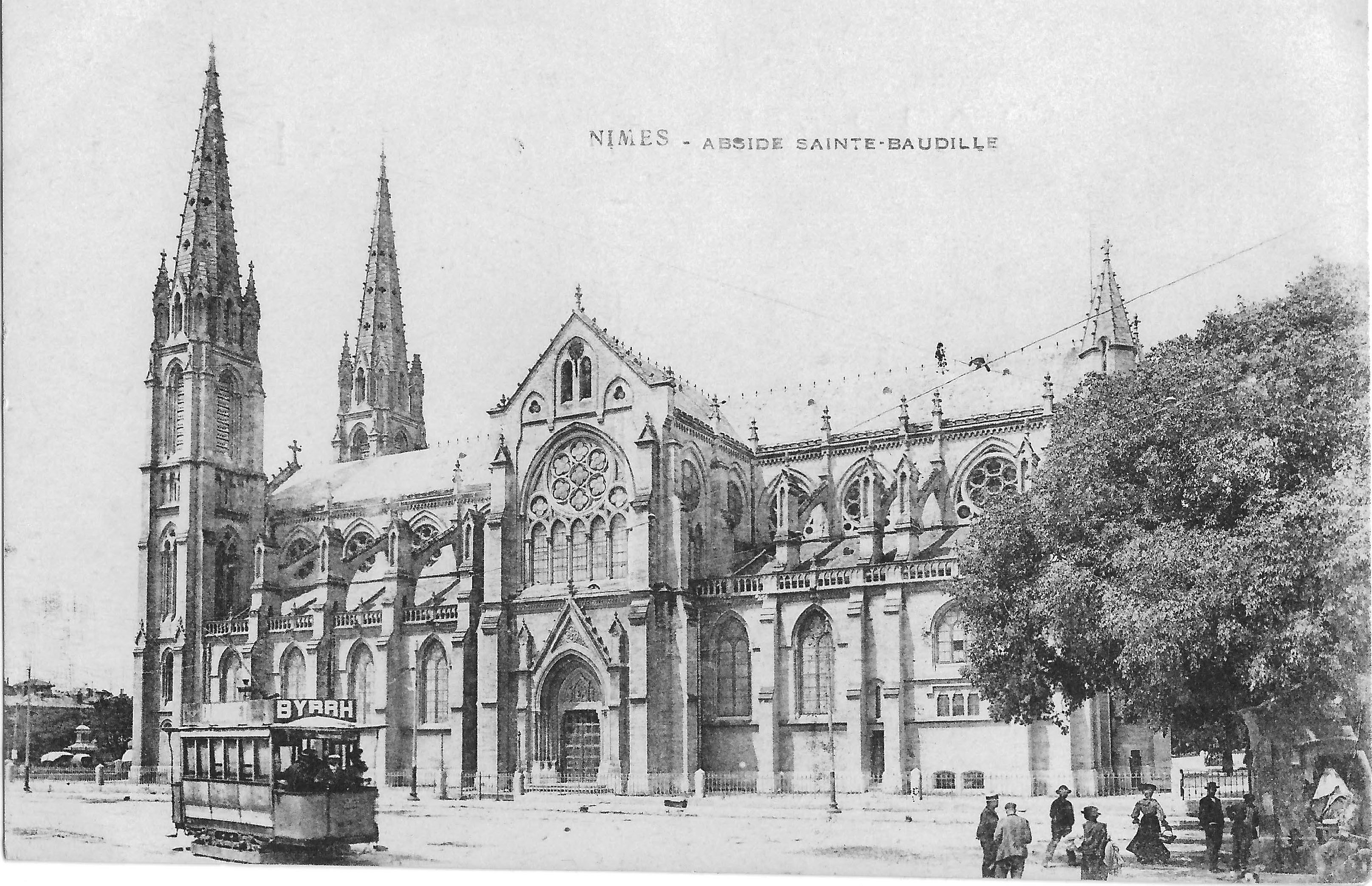
L'église Saint-Baudile de Nîmes avant 1914.

### Communes
1. Saint-Bauzille-de-Putois (Hérault) ;
2. Saint-Bauzille-de-Montmel (Hérault) ;
3. Saint-Bauzille-de-la-Sylve (Hérault) ;
4. Saint-Baudille-et-Pipet (Isère), dans le Trièves ;
5. Saint-Baudille-de-la-Tour (Isère) ;
6. Saint-Baudelle (Mayenne) ;
7. Sembadel (Haute-Loire) ;
8. Saint-Bauzeil (Ariège) ;
9. Saint-Beauzeil (Tarn-et-Garonne) ;
10. Saint-Bauzély (Gard) ;
11. Saint-Beaulize (Aveyron) ;
12. Saint-Beauzély (Aveyron) ;
13. Saint-Bauzile (Ardèche et Lozère) ;
14. Saint-Beauzile (Tarn) ;
15. Saint-Beauzire (Haute-Loire et Puy-de-Dôme) ;
16. Saint-Baudel (Cher) ;
17. Saint-Boil (Saône-et-Loire).

et aussi
1. Le Mont Saint-Baudille, dans le département de l'Hérault ;
2. Saint-Baudille, lieu imaginaire du roman de Giono Un roi sans divertissement.

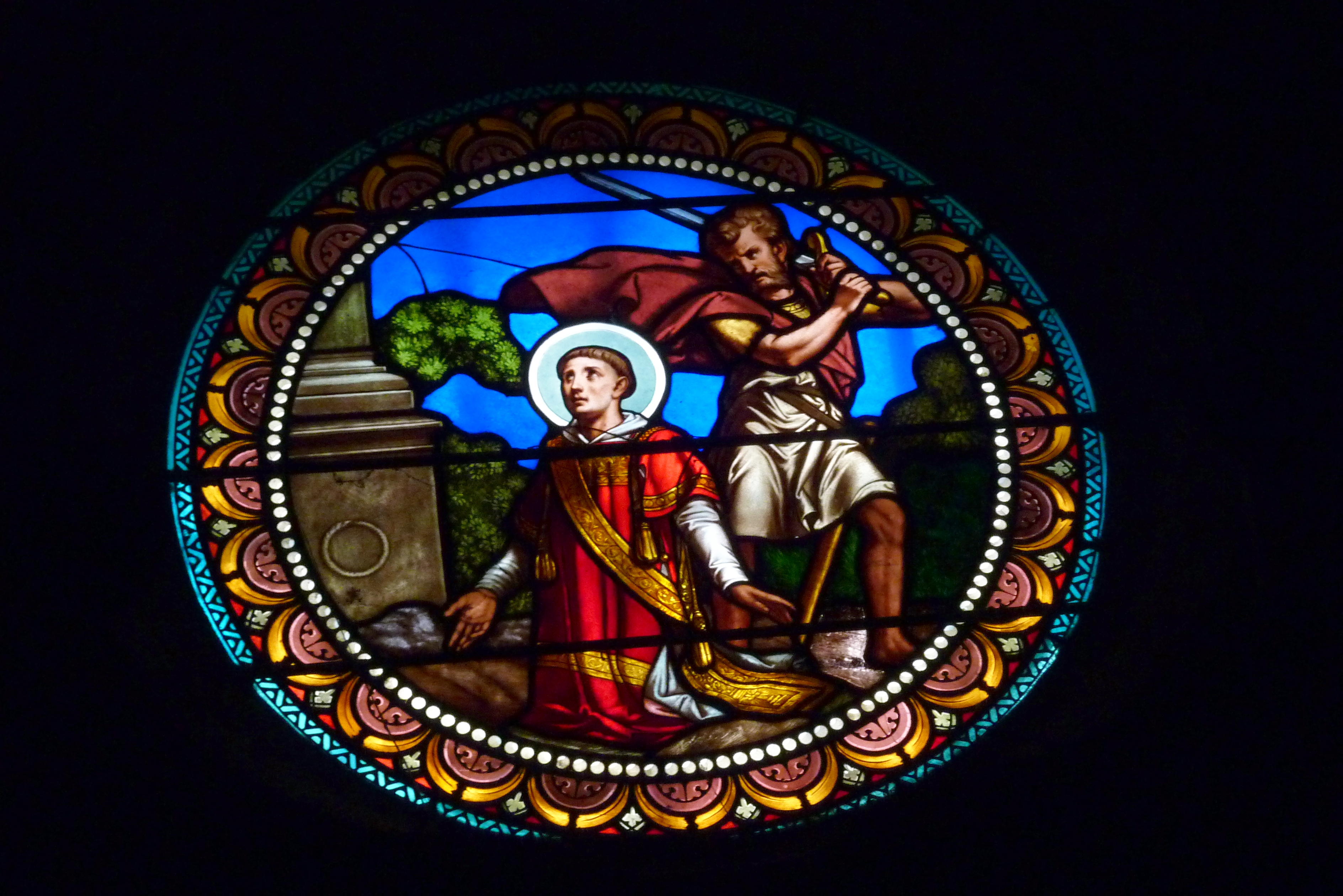
Fenêtre dans l'église Saint-Baudile de Noves avec la représentation du martyre de Saint Baudile.

### Églises
1. L'église Saint-Baudile est édifiée dans la ville de Nîmes au XIXe siècle ;
2. Église Saint-Baudille d'Ampuis (Rhône) ;
3. Église Saint-Baudile de Tornac (Gard) ;
4. Église Saint-Baudille de Blandas (Gard) ;
5. Prieuré Saint-Baudille à Langlade (Gard)[Note 1] ;
6. Chapelle Saint-Baudille de Fabrègues (Hérault) ;
7. Église Saint-Baudile d'Antraigues-sur-Volane (Ardèche) ;
8. Chapelle Saint-Baudille d'Upie (Drôme) ;
9. Église Saint-Baudille de Séderon (Drôme) ;
10. Église Saint-Baudille[6] de Sotteville-sous-le-Val (Seine-Maritime) ;
11. Église Saint-Baudile de Noves (Bouches-du-Rhône) ;

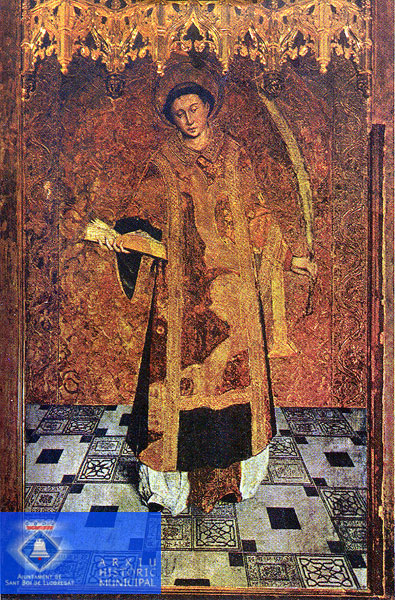
Peinture de Lluís Dalmau dans l'église Sant Baldiri à Sant Boi de Llobregat, vers 1420.

12. Église Saint-Baudile de Brou-sur-Chantereine (Seine-et-Marne) ;
13. Église Saint-Baudel de Forges (Seine-et-Marne) ;
14. Église Saint-Baudile de Neuilly-sur-Marne (Seine-Saint-Denis).

## Sites nommés d'après saint Baudile en Espagne
- Sant Boi de Lluçanès, près de Vic en Catalogne ;
- Sant Boi de Llobregat, près de Barcelone en Catalogne ;
- Ermitage de Sant Boi (Vilarig (ca), Gerona) ;
- Ermitage de Sant Boi (Lliçà d'Amunt, Barcelone) ;
- Ermitage de San Baudelio de Berlanga Caltojar, Soria (église mozarabe) ;
- Église de Samboal de Carracielo del Pinar (es) à Samboal (Segovia) ;
- Monastère en ruines de San Bol (Burgos), qui est le nom d'une rivière sur le pèlerinage de Saint-Jacques-de-Compostelle ;
- Église de San Boal ou San Baudilio, à Moraleja de las Panaderas (Valladolid) ;
- Église paroissiale de Pozaldez, qui célèbre les fêtes patronales le 20 mai ;
- Église paroissiale de San Boal, à Zorita de la Loma (es) (Valladolid). construction en pisé ;
- Église de San Boal (es), à Salamanque, à proximité du Palais de San Boal (es) ;
- Église de San Boal, à Blascosancho (Ávila) ;
- Cigudosa, de la province de Soria, a pour patron San Baudelio ;
- Muro de Aguas (La Rioja) ; cette ville célèbre sa fête le 3e dimanche du mois de mai, alors qu'elle avait lieu autrefois le jour de la fête nationale.

### Biographie
- [s.d.] (fr + la) Léon Ménard (1706-1767), Pièces et mémoires et recherches sur S. Bauzile, sur son culte et sur l'ancien monastère de son nom à Nîmes (Manuscrits de la bibliothèque Carré d'art de Nîmes), Nîmes, coll. « Recueil Séguier no 26 », s.d., 37 p., 29 cm (présentation en ligne, lire en ligne).
- [1837] Benoît Mathon (1765-18…), Le martyre de saint Baudile, apôtre de Nismes : suivi d'un recueil historique et détaillé sur le sanctuaire et l'abbaye des religieux établis à son tombeau, etc., Nîmes, Impr. de Mme Vve Gaude / Lacour-Ollé (réimpr. 2013) (1re éd. 1837), XXXVII-285 p., in-8o (ISBN 978-2-7504-3335-2, BNF 39003029, lire en ligne).
- [1864] Auguste Pelet (1785-1865), Notice sur la légende de Saint Baudile et sur quelques inscriptions nouvelles trouvées dans le vieux monastère qui porte ce nom, Nîmes, Impr. de Clavel-Ballivet, 1864, in-8o (BNF 36408195).
- [1872] Pierre Azaïs (1812-1889), S. Baudile et son culte, Nîmes, Imp. Lafare et Vve Attenoux / Hachette Livre (réimpr. 2013) (1re éd. 1872), X-213 p., in-18 (ISBN 2-0129-5918-0 et 978-2-0129-5918-7, BNF 30043195, présentation en ligne, lire en ligne). .
- [1996] chanoine Clovis Cantaloube (1877-196.?), Saint Baudile : martyr et patron de Nîmes, Nîmes, Lacour, coll. « Rediviva », 1996, 48 p., 21 cm (ISBN 2-84149-029-7, BNF 37171838).